# Suidakra

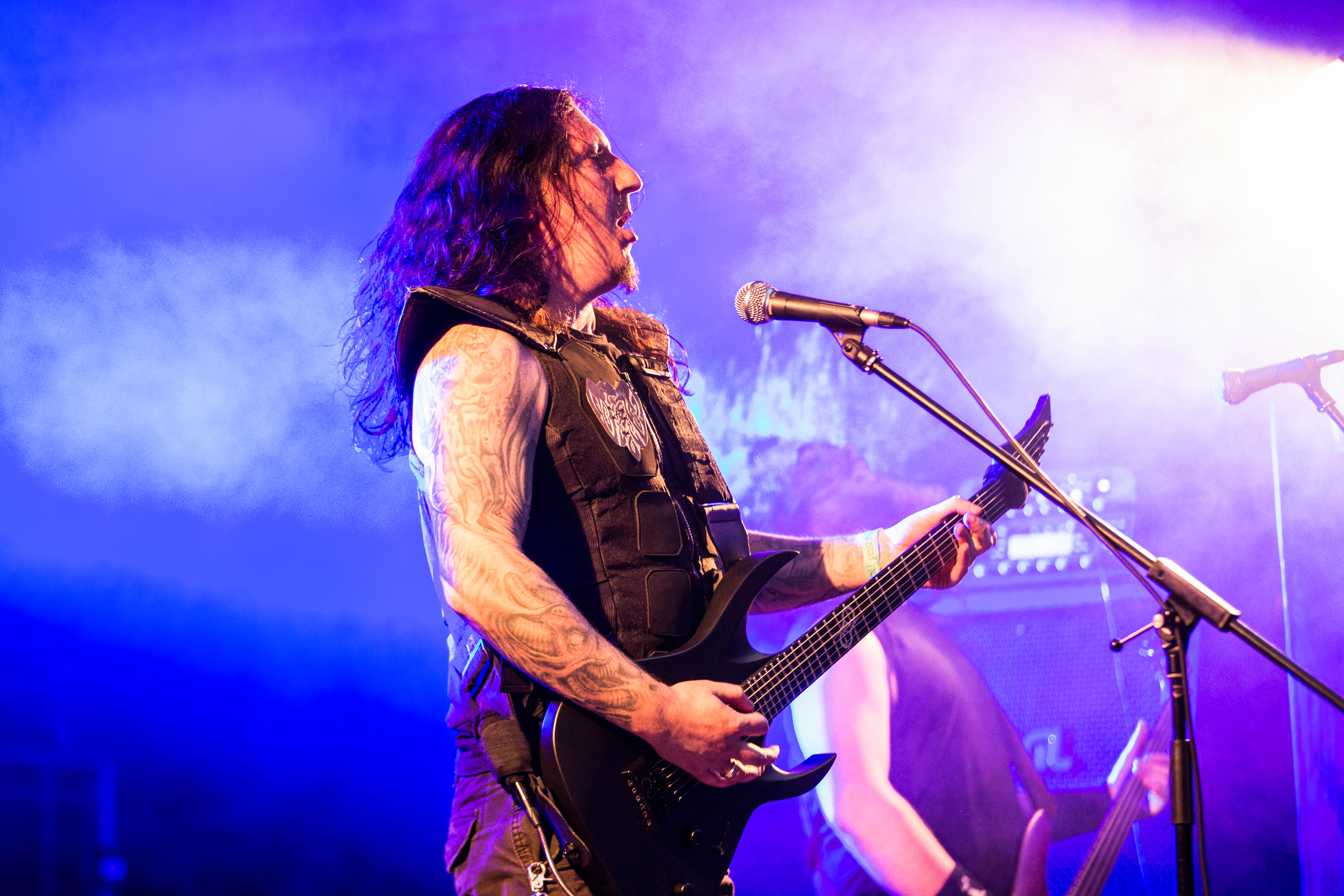
Suidakra, Dark Troll Open Air 2017.

Suidakra es una Banda alemana de Melodic Death Metal con influencias de Música Celta. Durante sus 14 años de carrera, han realizado más de 200 shows en vivo en varios países europeos, así como una gira por Norteamérica. También se les conoce el uso de instrumentos folklóricos para complementar su sonido, tales como la gaita, el banjo, y el whistle. El grupo en su carrera musical ha tenido varios álbumes, algunos de ellos son:
Eternal defiance, Book of dowth, Emprise to Avalon, etc

## Miembros Actuales
- Arkadius Antonik - voces, guitarras (1994–presente), teclados (2000–presente)
- Lars Wehner - Baterías, voces adicionales (2001–presente)
- Tim Siebrecht - Bajos (2012–presente) voces limpias (2008–2009)

## Músicos en vivo
- Marius "Jussi" Pesch - guitarras, voces limpias (2010–presente)
- Sebastian "Seeb" Levermann - guitarras, voces limpias (2009)

## Miembros anteriores
- Sebastian Hintz - guitarras, voces limpias (2009–2010)
- Stefan Möller - baterías, voces (1994–2000)
- Daniela Voigt - teclados, voces (1994–2000)
- Christoph Zacharowski - bajos (1994–1998)
- F.T. - bajos (1999–2001)
- Nils Bross - bajos (1998–1999)
- Marcus Riewaldt - bajos, voces adicionales (2002–2012)
- Marcel Schoenen - guitarras, voces limpias (1994–2000, 2005–2007)

## Discografía

### Álbumes
- Lupine Essence (1997)
- Auld Lang Syne (1998)
- Lays from Afar (1999)
- The Arcanum (2000)
- Emprise to Avalon (2002)
- Signs for the Fallen (2003)
- Command to Charge (2005)
- Caledonia (2006)
- Crógacht (2009)
- Book of Dowth (2011)
- Eternal Defiance (2013)
- Realms Of Odoric (2016)
- Echoes of Yore (2019)

### EP
- The Eternal Chronicles (2013)

### Demo
- Dawn (1995)

### Compilaciones
- 13 Years of Celtic Wartunes (2008)